# Discesa di Cristo agli inferi

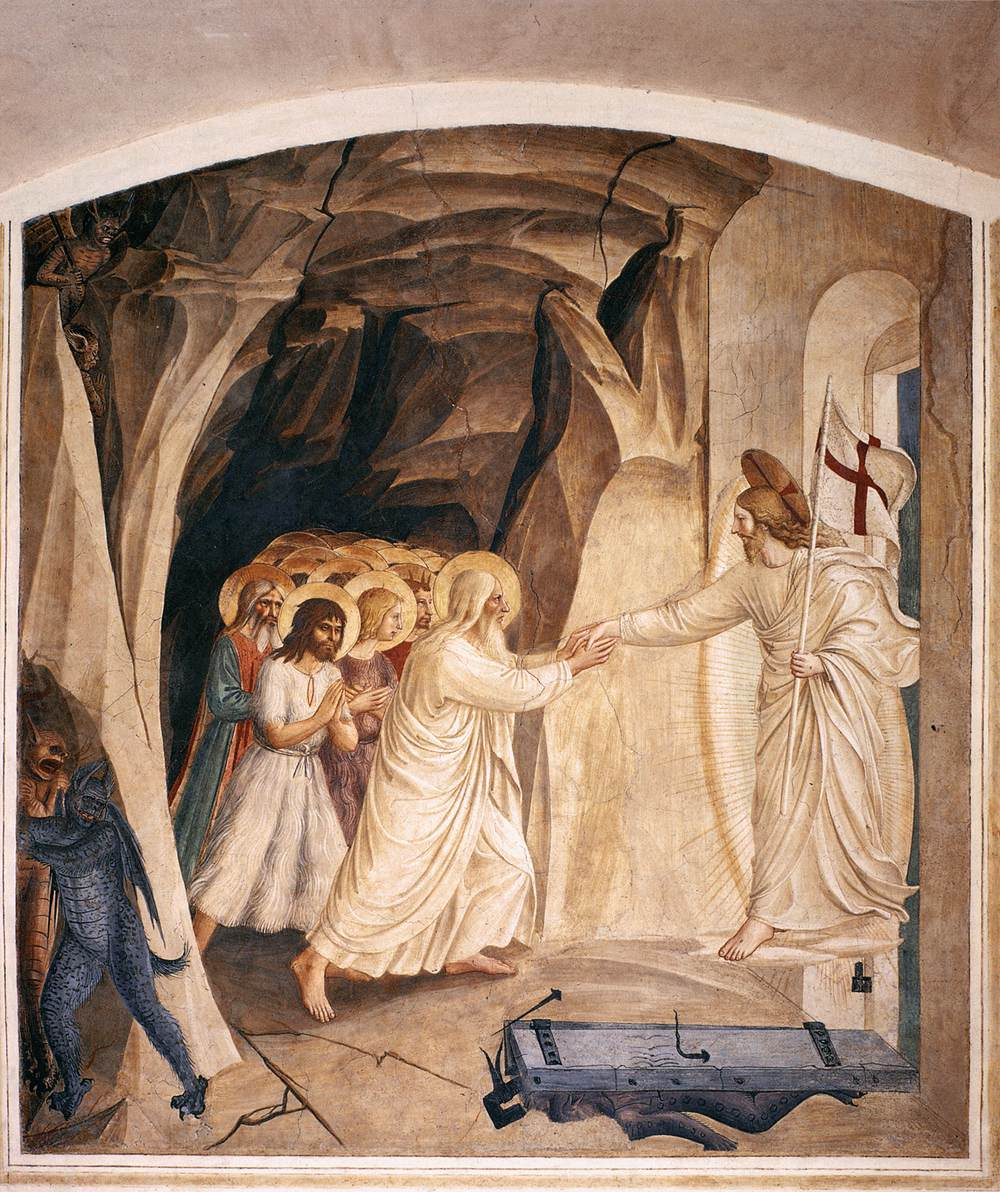
Discesa di Cristo al Limbo, attribuito al Beato Angelico, 1439–43, Museo di San Marco

La discesa di Cristo agli inferi è una verità di fede professata nel simbolo degli apostoli:
(Symbolum apostolorum)

## Fonti bibliche
Riferimenti biblici indiretti si possono rinvenire nei seguenti versi: 
(Atti 2:24 della Vulgata Clementina, come citati in Summa Theologiae, III, q. 52.)
Altri riferimenti si possono rinvenire nei versi seguenti:
1. "quanto più il sangue di Cristo, che con uno Spirito eterno offrì se stesso senza macchia a Dio, purificherà la nostra coscienza dalle opere morte, per servire il Dio vivente?" (Ebrei 9:11-14[3]). Se Cristo offrì uno "Spirito eterno", lo spirito rimase in vita anche nei tre giorni che separano la Morte di croce dalla Resurrezione.
2. "era disceso nelle regioni inferiori della terra. Colui che discese è lo stesso che anche ascese." (Efesini 4:10[4])
3. "previde la risurrezione di Cristo e ne parlò: / questi non fu abbandonato negli inferi, / né la sua carne vide corruzione." (Atti 2:31[5])
4. "Anche Cristo è morto una volta per sempre per i peccati, giusto per gli ingiusti, per ricondurvi a Dio; messo a morte nella carne, ma reso vivo nello spirito. [19]E in spirito andò ad annunziare la salvezza anche agli spiriti che attendevano in prigione. Essi avevano un tempo rifiutato di credere quando la magnanimità di Dio pazientava nei giorni di Noè, mentre si fabbricava l'arca, nella quale poche persone, otto in tutto, furono salvate per mezzo dell'acqua." (1 Pietro 3:18-20[6])
5. "Abbiate in voi gli stessi sentimenti che furono in Cristo Gesù, il quale, pur essendo di natura divina, non considerò un tesoro geloso la sua uguaglianza con Dio; ma spogliò se stesso, assumendo la condizione di servo e divenendo simile agli uomini; apparso in forma umana, umiliò se stesso facendosi obbediente fino alla morte e alla morte di croce. Per questo Dio l'ha esaltato e gli ha dato il nome che è al di sopra di ogni altro nome; perché nel nome di Gesù ogni ginocchio si pieghi nei cieli, sulla terra e sotto terra; e ogni lingua proclami che Gesù Cristo è il Signore, a gloria di Dio Padre. (Filippesi 2:5-11[7])

In 1 Pietro 3.18-22, la traduzione C.E.I. del 1978 significativamente conserva il titolo La risurrezione e la discesa agli inferi relativo alla citata sezione che comprende i versi da 18 al 22 del terzo capitolo della Prima Epistola di san Pietro apostolo.
Non è chiarito se il titolo sia un'esegesi dei traduttori oppure se esso fosse presente nei manoscritti originali dell'apostolo. Solamente in questo caso, esso avrebbe lo stesso valore di un'affermazione divinamente ispirata nel corpo del testo.

Nel passaggio citato di Filippesi 2:5-11, il riferimento alla discesa gli inferi sarebbe contenuto nelle parole "ogni ginocchio si pieghi nei cieli, sulla terra e sotto terra", a significare che le anime e i corpi dei patriarchi avrebbero riconosciuto in Cristo il Redentore che attendevano.

## Dottrine

### Nel Cattolicesimo
La discesa di Cristo agli inferi è descritta nella Summa Theologiae di San Tommaso d'Aquino (pars III, quaestio 52) e dal Catechismo della Chiesa Cattolica (ai nn. 631-637).
Secondo il Catechismo della Chiesa Cattolica:
633. La Scrittura chiama Inferi, Shéol o Αιδην (Ade) il soggiorno dei morti dove Cristo morto è disceso, perché quelli che vi si trovano sono privati della visione di Dio.
Tale infatti è, nell’attesa del Redentore, la sorte di tutti i morti, cattivi e giusti; il che non vuol dire che la loro sorte sia identica, come dimostra Gesù nella parabola del povero Lazzaro accolto nel seno di Abramo.
Furono appunto le anime di questi giusti in attesa del Cristo a essere liberate da Gesù negli inferi.
Gesù non è disceso agli inferi per liberare i dannati né per distruggere l'inferno della dannazione, ma per liberare i giusti che l’avevano preceduto.
636. Con l'espressione « Gesù discese agli inferi » il Simbolo professa che Gesù è morto realmente e che, mediante la sua morte per noi, egli ha vinto la morte e il diavolo « che della morte ha il potere » (Ebrei 2,14).
637. Cristo morto, con l'anima unita alla sua Persona divina, è disceso alla dimora dei morti. Egli ha aperto le porte del cielo ai giusti che l'avevano preceduto.»
(CCC, nn. 632, 633, 636, 637)
Il precedente Catechismo Maggiore di Pio X afferma:
Il quinto articolo del Credo c'insegna: che l'anima di Gesù Cristo, separata che fu dal corpo, andò al Limbo dei santi Padri, e che nel terzo giorno si unì di nuovo al corpo suo, per non separarsene mai più.
116. Che cosa s'intende qui per inferno?
Per inferno s'intende qui il Limbo dei santi Padri cioè quel luogo dove erano trattenute le anime dei giusti aspettando la redenzione di Gesù Cristo.
117. Perché le anime dei santi Padri non furono introdotte nel paradiso prima della morte di Gesù Cristo?
Le anime dei santi Padri non furono introdotte nel paradiso prima della morte di Gesù Cristo, perché pel peccato di Adamo il paradiso era chiuso, e conveniva che Gesù Cristo, il quale con la sua morte lo riaprì, fosse il primo ad entrarvi.»
(Catechismo Maggiore di Pio X,  nn. 115-117)

### Nel Protestantesimo
Nella 39 Precetti della Chiesa Anglicana, al No.3: "Come si deve credere che Cristo è morto per noi e fu sepolto, così si deve anche credere che egli discese agli inferi."